# Licq-Athérey
Licq-Athérey é uma comuna francesa na região administrativa da Nova Aquitânia, no departamento dos Pirenéus Atlânticos. Estende-se por uma área de 18,23 km². Em 2010 a comuna tinha 211 habitantes (densidade: 11,6 hab./km²).